# Marta Pan
Pour les articles homonymes, voir Pan (homonymie).
Marta Pan, née Marthe Sophie Anne Pan le 12 juin 1923 à Budapest (Hongrie) et morte le 12 octobre 2008 à Fontenay-lès-Briis,,, est une sculptrice française d'origine hongroise. 

## Biographie
Après des études à l'École des beaux-arts de Budapest, Marta Pan s’installe à Paris en 1947 et obtient la nationalité française en 1952. Elle y rencontre Constantin Brâncuși dans son atelier de l'impasse Ronsin.
Après Brâncuși, elle rencontre Le Corbusier dans son atelier et André Wogenscky, son plus proche collaborateur, qui deviendra son mari.
En 1952, lors de sa première exposition personnelle, Marta Pan inaugure son cycle Charnières, sculptures en éléments qui s'imbriquent dans des formes déjà pures et souples. Elle apprend à travailler le bois et présente en 1954 Ebène, Buis et Phillipine puis, en 1956, Teck, sculpture articulable en deux parties pivotantes. Maurice Béjart, frappé par l'onirisme de l'œuvre crée un ballet qui s'appuie sur cette œuvre en scène, présenté au festival de l'avant-garde à Marseille en 1956. Teck est l'aboutissement de ce premier cycle Charnières qui traite de la représentation de la dualité des éléments indépendants qui trouvent leur sens dans la complémentarité.
En 1957, les Équilibres commencent avec Balance, formé d'un couple d'éléments pivotants. Autre chorégraphie de Béjart en 1959 sur « équilibre pour un ballet ».
Avec Sculpture flottante (1959-1960), pour le parc du musée Kröller-Müller à Otterlo, elle réalise aussi le plan de l’étang, des pelouses, allées et clairières où sont installées les autres sculptures. Otterlo est sa première œuvre monumentale. Le mouvement est un élément constitutif de l'œuvre de Marta Pan. Une autre sculpture flottante est installée à Central Park à New York en 1973. En parallèle, les cycles se succèdent : Cylindres, Mercure, Cônes, Lentilles.
Après 1973, elle conçoit des objets en Plexiglas d’une grande perfection.
En 1984, Marta Pan réalise un Mur d'eau rue Martenot (entrée de l'Assemblée régionale) à Rennes puis, en 1986, elle conçoit un parcours flottant dans le domaine de Kerguéhennec à Bignan.
En 1988, elle réalise les fontaines du centre de la rue de Siam à Brest, qu'elle nomme Lacs. Ce travail devait être le début d'un plus vaste projet de parcours d'eau, qui comprenait le réaménagement de la place de la Liberté et du bas de la rue de Siam. Le projet fut stoppé à la suite d'un changement de majorité à la mairie de Brest.

## Thématiques
Marta Pan a des rapports privilégiés avec l'élément aquatique présent dans un grand nombre de ses œuvres comme les sculptures flottantes, les murs d'eau, etc.
Depuis sa première sculpture flottante, elle a réalisé de nombreuses sculptures monumentales intégrées dans l’architecture pour des espaces publics et urbains comme La Perspective de Guyancourt dans les Yvelines ou la fontaine-labyrinthe, place des Fêtes, à Paris.
Ces réalisations se trouvent en Europe, aux États-Unis, au Japon, au Liban, en Arabie Saoudite, etc.
Intéressée par les rapports de l'architecture et de la sculpture, elle concrétise cette relation dans des œuvres comme les entrées de la station de métro Auber (Paris), en 1972, ou le mur de la faculté de médecine Saint-Antoine.
Avec son mari l'architecte André Wogenscky, Marta Pan eut l'occasion de confronter souvent cette recherche élémentaire aux architectures collectives, mais c'est peut-être à Saint-Rémy-lès-Chevreuse, avec la maison que Wogenscky conçut pour le couple, que ces œuvres trouvent leur place naturelle, entre nature et architecture, habitations paisibles du parc naturel de la Haute Vallée de Chevreuse attenant.

## Œuvres
- Sculpture 44, 1957, musée des Beaux-Arts de Lyon[12]
- Balance en deux, 1957, musée national des beaux-arts du Québec[13]
- Spirale I, 1959, musée national des beaux-arts du Québec[14]
- Wall, 1967, Beyrouth
- Floating sculpture 3, 1969, Hakone, Japon
- Composition. Sculpture 18, 1973, musée des Beaux-Arts de Lyon[12]
- Trois Disques fendus, granit bethel white, 1981 (donation de Marta Pan à la fondation de Coubertin), Saint-Rémy-lès-Chevreuse, Yvelines Plusieurs autres œuvres de Marta Pan (déposées par elle) sont visibles dans le parc de la fondation.
- Patio and water-wall, 1982, Champs-Élysées, Paris
- Sculpture in 3 pieces, 1984, Kobe, Japon
- Fontaine-labyrinthe[15], 1986, place des Fêtes, Paris 19e
- Place des lacs, 1986, Brest
- Parcours flottant n° 1 et 2, 1986, domaine du château de Kerguéhennec
- Jardin de la ligne blanche, 1990, Osaka
- Sphère coupée 1400-1000, 1991, déposé par le Fonds national d'art contemporain depuis 2011 dans le parc des sculptures du château de Caen[16].
- Sculpture and bridge, 1991, Takarazuka
- Fragment of landscape, 1991, Tokyo city hall
- Duna, 5 disques de granit rose, 1992, parc du musée de Grenoble
- La Perspective, 1992, Saint-Quentin-en-Yvelines
- Signe infini, 1993, à l'intersection des autoroutes A46 et A6
- Fragment of landscape 2, 1994, Gifu, Japon
- Fragment of landscape 3, 1994, Kagoshima, Japon
- Two pyramids, 1994, Chiba, Japon
- First pond and steps, 1994-1997, Saint-Quentin-en-Yvelines
- Les Arcs, 1994-1997, Saint-Quentin-en-Yvelines
- Third pond and bridge, 1994-1997, Saint-Quentin-en-Yvelines
- Stèles lamellées, 1995, bois de padouk, musée des beaux-arts de Brest
- Trois îles, 1999, Krichberg, Luxembourg
- Monument, 2000, Atami, Japon
- Square de Meeûs, 2004, Bruxelles
- Amphithéâtre, 2007, Otterlo, Pays-Bas

#### Ouvrage général
- Élisabeth Védrenne et Valérie de Maulmin, Les Pionnières : dans les ateliers des femmes artistes du XXe siècle, photographies de Catherine Panchout, Paris, Somogy éditions d'art, 2018  (ISBN 978-2-7572-1305-6) Avec Etel Adnan, Geneviève Asse, Pierrette Bloch, Geneviève Claisse, Parvine Curie, Sheila Hicks, Shirley Jaffe, Vera Molnár, Aurélie Nemours, Marta Pan et Judit Reigl.

#### Autres ouvrages
- Claire Barbillon (dir.), Catherine Chevillot, Stéphane Paccoud et Ludmila Virassamynaïken (préf. Sylvie Ramond), Sculptures du XVIIe au XXe siècle : musée des beaux-arts de Lyon, Paris, Somogy éditions d'art, 2017, 592 p., 25 × 31 cm (ISBN 978-2-7572-1269-1, OCLC 1013587541, BNF 45388270, présentation en ligne)
- Jean-Clarence Lambert , Marta Pan : l’eau et la musique, Paris, Galerie Daniel Gervis, 1983
- Françoise Daniel (dir.), Vera Molnár – Marta Pan : thèmes et variations, cat. expo., musée des beaux-arts, Brest (29 juin – 6 novembre 2005), communauté urbaine de Brest, 2005
- François Barré & Philippe Monsel, L’Œuvre croisé : André Wogenscky - Marta Pan, Paris, Cercle d’art, 2007

### Filmographie
- 1976 : Liliane Thorn-Petit, Marta Pan, Portraits d'artistes, 26 min, production RTL
- 1989 : Claude-Pierre Chavanon, Marta Pan, le parcours d’un sculpteur, 20 min, production DAP, Octogone
- 1999 : Claude Guibert, Marta Pan, 13 min, « Marta Pan» sur l'Encyclopédie audiovisuelle de l'art contemporain, production Imago
- 2008 : Marie-Julie Bourgeois, Marta Pan, 13 min, production Marta Pan, photographies et vidéo : archives de l'artiste